# Tom Berenger
Tom Berenger, właśc. Thomas Michael Moore (ur. 31 maja 1949 w Chicago w Illinois) – amerykański aktor, scenarzysta i producent filmowy. Laureat Złotego Globu dla najlepszego aktora drugoplanowego, nominowany do nagrody Oscara dla najlepszego aktora drugoplanowego jako sierżant sztabowy Barnes w Plutonie (1986).

## Życiorys

### Wczesne lata
Urodził się i wychował w rodzinie rzymskokatolickich Irlandczyków. Jego ojciec był komiwojażerem sprzętu drukarskiego i drukarzem dla „Chicago Sun-Times”. Dorastał w Douth Side. Myślał przede wszystkim o zawodzie dziennikarza. Po ukończeniu szkoły średniej Rich East High School w Park Forest w Illinois w 1967, podjął studia dziennikarskie na Uniwersytecie Missouri w Columbia w stanie Missouri, zanim przeniósł się na wydział komunikacji i sztuk dramatycznych. Sukces na studenckim festiwalu w roli Nicka w przedstawieniu Edwarda Albee Kto się boi Virginii Woolf? (Who’s Afraid of Virginia Woolf?) przesądził o wyborze zawodu aktora. Opanował biegle język hiszpański i włoski.

### Kariera
Wstąpił na niekonwencjonalny kurs aktorski Herbert Berghof Studio School w Nowym Jorku i zaczął występować na małych scenach off-Broadwayu, m.in. w dwóch sztukach Tennessee Williamsa – Tramwaj zwany pożądaniem (A Streetcar Named Desire) jako Stanley Kowalski i Tatuowana róża (The Rose Tatoo). Dostał rolę adwokata Tima Seigela w operze mydlanej ABC Tylko jedno życie (One Life to Live, 1975–1976).
Po debiutanckiej roli fabularnej w komedii Rush It (premiera w 1978), wystąpił u boku Avy Gardner i Chrisa Sarandona w thrillere Strażnik (The Sentinel, 1977), mrocznym psychoanalitycznym dramacie W poszukiwaniu idealnego kochanka (Looking for Mr. Goodbar, 1977) z Diane Keaton i Richardem Gere’em oraz komedii erotycznej Dojrzałe panie w cenie (In Praise of Older Women, 1978). Stworzył subtelnie ironiczną imitację stylu gry Paula Newmana, sylwetkę legendarnego Butcha Cassidy’ego z Dzikiego Zachodu, przystosowując się do groteskowo-slapstickowej konwencji westernu w Butch i Sundance – Lata młodości (Butch and Sundance: The Early Days, 1979). Zwrócił także uwagę w pełnym akcji dramacie wojennym Psy wojny (The Dogs of War, 1980) wg powieści Fredericka Forsytha oraz filmowej opowieści o rozczarowaniach kontestatorów i zagubionych byłych buntownikach z końca lat 60. Wielki chłód (The Big Chill, 1983) z udziałem Glenn Close, Jeffa Goldbluma i Kevina Kline’a.
Za kreację socjopatycznego weterana brutalnie terroryzującego swój oddział – sierżanta Boba Barnesa z twarzą zniekształconą blizną w sensacyjnym dramacie wojennym o wojnie wietnamskiej Olivera Stone’a Pluton (Platoon, 1986) otrzymał nagrodę Złotego Globu i nominację do nagrody Oscara. W biograficznym dramacie wojennym Stone’a Urodzony 4 lipca (Born on the Fourth of July, 1989) wystąpił w roli rekrutowanego artylerii sierżanta Hayesa. Podobną postać żołnierza Thomasa Becketta walczącego w dżungli Panamy zagrał po latach w filmie Snajper (Sniper, 1993) z Billym Zane’em oraz dwóch sequelach – Snajper 2 (Sniper 2, 2002) i Snajper 3 (Sniper 3, 2004).
Najczęściej grywał bohaterów zagubionych, wrażliwych, którzy szukają sposobu uporządkowania świata i mylą się. Był zakochanym przemytnikiem brylantów w telewizyjnej ekranizacji powieści Sidneya Sheldona CBS Jeśli nadejdzie jutro (If tomorrow comes, 1986). W thrillerze Ridleya Scotta Osaczona (Someone to Watch Over Me, 1987) zagrał detektywa, który czuwa dzień i noc nad życiem świadka morderstwa popełnionego przez członka mafii. W dramacie sensacyjnym Zdradzeni (Betrayed, 1988) wcielił się w postać farmera mordercy-psychopaty, szefa miejscowej komórki terrorystycznej. Rola tajemniczego pisarza o mrocznym umyśle w dreszczowcu Phillipa Noyce’a Sliver (1993) z Sharon Stone przyniosła mu nominację do Złotej Maliny dla najgorszego aktora drugoplanowego. Za postać hydraulika Dona Santry’ego, który podbija serce Rebeki (Kirstie Alley) w ostatnich odcinkach sitcomu NBC Zdrówko (Cheers, 1993) był nominowany do nagrody Emmy. Jego telewizyjna rola Theodore’a Roosevelta w sensacyjnym dramacie wojennym TNT Śmiałkowie (Rough Riders, 1997) została nagrodzona Lone Star Film & Television Award w Dallas. W 2000 w Beverly Hilton w Kalifornii dostał nagrodę Złotego Buta. W marcu 2011 został uhonorowany nagrodą za całokształt dokonań na Międzynarodowym Festiwalu Filmowym Gasparilla w Tampie.

## Życie prywatne
W 1970 poznał Barbarę Wilson, z którą był żonaty w latach 1976–1984, z którą ma dwoje dzieci: córkę Allison (ur. 1977) i syna Patricka (ur. 1979). 19 lipca 1986 poślubił agentką Lisę Kay Williams, z którą ma trzy córki – Chelsea (ur. 1986), Chloe (ur. 1988) i Shiloh Rory (ur. 1993). Jednak w 1997 doszło do rozwodu. 23 stycznia 1998 ożenił się po raz trzeci z makijażystką Patricią „Trish” Alvaran, z którą ma córkę Scout (ur. 1998). Lecz 14 czerwca 2011 rozwiódł się. 8 września 2012 w Sedonie stanął po raz czwarty na ślubnym kobiercu, ożenił się z Laurą Moretti.

## Filmografia
- Tylko jedno życie (One Life to Live, 1968) jako Tim Seigel (1975–1976)
- W poszukiwaniu idealnego kochanka (Looking for Mr. Goodbar, 1977) jako Gary Cooper White
- Johnny, We Hardly Knew Ye (1977) jako Billy Sutton
- Bractwo strażników ciemności (The Sentinel, 1977) jako Man at End
- Rush It (1978) jako Richard Moore
- Doświadczone kobiety (In Praise of Older Women, 1978) jako Andras Vayda
- Butch i Sundance – Lata młodości (Butch and Sundance: The Early Days, 1979) jako Butch Cassidy
- W narożniku (Flesh & Blood, 1979) jako Bobby Fallon
- Psy wojny (The Dogs of War, 1980) jako Drew
- Poza drzwiami (Oltre la porta, 1982)
- Eddie i Krążowniki (Eddie and the Cruisers, 1983) jako Frank Ridgeway
- Wielki chłód (The Big Chill, 1983) jako Sam Weber
- Miasto strachu (Fear City, 1984) jako Matt Rossi
- Ballada o koniokradzie (Rustlers’ Rhapsody, 1985) jako Rex O’Herlihan
- Pluton (Platoon, 1986) jako sierż. Barnes
- Jeśli nadejdzie jutro (If tomorrow comes, 1986) jako Jeff Stevens
- Osaczona (Someone to Watch Over Me, 1987) jako Mike Keegan
- Dear America: Letters Home from Vietnam (1987) jako (głos)
- Last Rites (1988) jako ojciec Michael Pace
- W pogoni za śmiercią (Shoot to Kill, 1988) jako Jonathan Knox
- Zdradzeni (Betrayed, 1988) jako Gary Simmons
- Pierwsza liga (Major League, 1989) jako Jake Taylor
- Urodzony 4 lipca (Born on the Fourth of July, 1989) jako sierż. Hayes
- Podwójne śledztwo (Love at Large, 1990) jako Harry Dobbs
- Pole (The Field, 1990) jako Peter „The Yank”
- Życie jak sen (Dream On, 1990–1996) jako Nick Spencer (1991)
- Okruchy wspomnień (Shattered, 1991) jako Dan Merrick
- Zabawa w Boga (At Play in the Fields of the Lord, 1991) jako Lewis Moon
- Gettysburg (1993) jako gen.-por. James Longstreet
- Sliver (1993) jako Jack Lansford
- Snajper (Sniper, 1993) jako Thomas Beckett
- Pierwsza liga II (Major League II, 1994) jako Jake Taylor
- Eskorta (Chasers, 1994) jako Rock Reilly
- Last of the Dogmen (1995) jako Tracker Lewis Gates
- Bez odwrotu (Body Language, 1995) jako Gavin St. Claire
- Anioł zemsty (The Avenging Angel, 1995) jako Miles Utley
- Przypadkowe piekło (Occasional Hell, An, 1996) jako dr Ernest Dewalt
- Belfer (The Substitute, 1996) jako Shale
- Śmiałkowie (Rough Riders, 1997) jako Theodore Roosevelt
- Fałszywa ofiara (The Gingerbread man, 1998) jako Pete Randle
- Cień wątpliwości (Shadow of Doubt, 1998) jako Jack Campioni
- Ostatni bohater (One Man’s Hero, 1999) jako John Riley
- Wersety zbrodni (A Murder of Crows, 1999) jako Clifford Dubose
- Wróg mojego wroga (Diplomatic Siege, 1999) jako generał Buck Swain
- In the Company of Spies (1999) jako Kevin Jefferson
- Wypiąć się (Cutaway, 2000) jako Red-Line
- Obława (Takedown, 2000) jako McCoy Rollins
- Turbulencja 2: Strach przed lataniem (Turbulence 2: Fear of Flying, 2000) jako Sykes
- The Hollywood Sign (2001) jako Tom Greener
- Dzień próby (Training Day, 2001) jako Roger
- Gorzka prawda (True blue, 2001)
- Tajemniczy nieznajomy (Watchtower, 2001) jako Art Stoner
- D-Tox (2002) jako Hank
- The Junction Boys (2002) jako Paul „Bear” Bryant
- Johnson County War (2002) jako Cain Hammett
- Snajper 2 (Sniper 2, 2002) jako Beckett
- Peacemakers (2003) jako Marshal Jared Stone
- Dziewczyna na Kapitolu (Capital City, 2004)
- Snajper 3 (Sniper 3, 2004) jako Beckett
- Firedog (2005) jako Einstein (głos)
- Into the West (2005) jako Chivington
- Detektyw (Detective, 2005) jako Malcolm Ainslie
- Nightmares and Dreamscapes: From the Stories of Stephen King (2006) jako Richard Kinnell
- Grzesznicy i święci (Sinners and Saints, 2010) jako kapitan Trahan
- Last Will (2011) jako Frank Emery
- Snajper: Dziedzictwo (Sniper: Legacy, 2014) jako sierżant Thomas Beckett
- Reach Me (2014) jako Teddy
- Snajper: Ostatni strzał (Sniper: Ultimate Kill, 2017) jako Thomas Beckett
- Blod and Money (2020) jako Jim Reed
- Snajper: Koniec zabójcy (Sniper: Assassin’s End, 2020) jako Thomas Beckett